# Emilio Teza
Emilio Tèza (Venezia, 24 settembre 1831 – Padova, 30 marzo 1912) è stato un linguista, glottologo e traduttore italiano.

## Biografia
Nato a Venezia nel 1831, dopo essere stato bibliotecario alla Marciana di Venezia e alla Laurenziana di Firenze, Emilio Teza insegnò letterature classiche, orientali e romanze in varie università italiane. All'Università di Bologna, nella quale dal 1860 fu ordinario di Filologia indoeuropea, fu collega ed amico di Carducci. Oltre ad opere di linguistica, eseguì numerose traduzioni di autori tedeschi (Goethe, Heine, Groth), inglesi (Coleridge), serbi, russi (Puškin), spagnoli, portoghesi (Antero de Quental) e di lingua sanscrita (Bhartṛhari).
Nel 1891 divenne socio dell'Accademia Nazionale dei Lincei. Alla sua morte, avvenuta a Padova, a ottant'anni, nel 1912, Pio Rajna scrisse che l'Italia aveva perduto "il più meraviglioso poliglotta che si trovasse a possedere".
I comuni di Padova e Roma hanno dedicato al suo nome una via cittadina.

## Opere principali
- Traduzioni : Goethe, Voss, Groth, Puskin, Tennyson, Longfellow, Heine, Petofi, Burns, Milano, Hoepli, 1888.
- A proposito di canti popolari, Roma, Tip. Della Camera Dei Deputati, 1889.
- A Giosuè Carducci : trent'anni dopo, Tip. Di G. B. Randi, 1891.
- I tre banditi : canzone scozzese del Cinquecento, Padova, Tip. di Gio. Batt. Randi, 1894.
- Del nome Mpeched nella "Diegesis phloriou kai platzia phlores", Roma, Tip. della Regia Accademia dei Lincei, 1895.
- Canti di popolo, dalla Bulgaria e dalla Russia : Proemio, alla memoria di N. Tommaseo, 9 ottobre 1902, Venezia, Tip. Di C. Ferrari, 1902.
- Mazzolino di fiori indiani, Padova, Tip. Fratelli Gallina, 1910.